# Верхнекалиновка
Верхнекали́новка — село в Кашарском районе Ростовской области.
Входит в состав Кашарского сельского поселения.

## Население
| 2010 |
| ---- |
| 454  |

## Улицы
- ул. Бригадная,
- ул. Криничная,
- ул. Луговая,
- ул. Озерная,
- ул. Садовая,
- ул. Стадионная,
- ул. Центральная.